# Санта-Сесилия (Параиба)
Санта-Сесилия (порт. Santa Cecília)  —  муниципалитет в Бразилии, входит в штат Параиба. Составная часть мезорегиона Сельскохозяйственный район штата Параиба. Входит в экономико-статистический  микрорегион Умбузейру. Население составляет 6694 человека на 2006 год. Занимает площадь 227,838 км². Плотность населения — 29,4 чел./км².

## Статистика
- Валовой внутренний продукт на 2003 год составляет 9 526 673,00 реалов (данные: Бразильский институт географии и статистики).
- Валовой внутренний продукт на душу населения на 2003 год составляет 1406,98 реалов (данные: Бразильский институт географии и статистики).
- Индекс развития человеческого потенциала на 2000 год составляет 0,520 (данные: Программа развития ООН).